# 相良町 (弘前市)
相良町（さがらちょう）は、江戸期から現在にかけての青森県弘前市の地名。郵便番号は036-8211。2017年6月1日現在の人口は26人、世帯数は19世帯。

## 地理
当地の大部分を弘前大学医学部附属病院が占め、町域の北部は本町、東部は桶屋町、南部は南塘町、西部は在府町に接する。

## 歴史
- 寛文13年 - 弘前中惣屋敷図によれば侍丁とされ、37軒の武家屋敷がある。
- 元禄13年 - 弘前侍町屋敷割りでは、相良町と町名が見え、34軒の武家屋敷がある。
- 文化4年 - 御家中町割では38軒の武家屋敷がある。

### 沿革
- 江戸期 - 弘前城下の一町。
- 明治初年〜明治22年 - 弘前を冠称。
- 1899年（明治22年） - 弘前市に所属。
- 1947年（昭和22年） - 青森市から青森医療専門学校（のちの弘前大学医学部）が当地に移転し、弘前市立病院を附属病院とし、以降、弘前大学医学部附属病院として拡張を重ねる。その結果、かつての町並みは消滅して、現在の附属病院の西側と東側に、わずかに残る形となった。

### 相良清兵衛
相良清兵衛は、人吉藩人吉城主相良氏の家老で、八千石を得て権勢を振るうが、島原の乱において出兵を拒否。その後弘前藩に身柄を拘束される。

### 地名の由来
かつて町内にあった相良清兵衛の屋敷に由来する。

## 施設

### 医療
- 北都クリニック

### 公共
- 弘前本町郵便局

## 小・中学校の学区
市立小・中学校に通う場合、学区は以下の通りとなる。
| 大字   | 番地 | 小学校             | 中学校             |
| ------ | ---- | ------------------ | ------------------ |
| 相良町 | 全域 | 弘前市立朝陽小学校 | 弘前市立第四中学校 |

## 交通
- 弘南バス

本町、大学病院前（土手町循環100円バス・弘前駅 - 桔梗野・金属団地経由 - 桜ヶ丘線、他）停留所。